# Cyklistika na Letních olympijských hrách 1964
Cyklistické soutěže na Letních olympijských hrách 1964 v Tokiu.

## Silniční cyklistika

### Muži
| Kategorie                      | Zlato                                                                        | Stříbro                                                                                 | Bronz                                                                               |
| ------------------------------ | ---------------------------------------------------------------------------- | --------------------------------------------------------------------------------------- | ----------------------------------------------------------------------------------- |
| Muži závod s hromadným startem | Mario Zanin · Itálie (ITA)                                                   | Kjeld Rodian · Dánsko (DEN)                                                             | Walter Godefroot · Belgie (BEL)                                                     |
| Muži časovka družstev          | Nizozemsko (NED) · Bart Zoet · Evert Dolman · Gerben Karstens · Jan Pieterse | Itálie (ITA) · Ferruccio Manza · Severino Andreoli · Luciano Dalla Bona · Pietro Guerra | Švédsko (SWE) · Sture Pettersson · Sven Hamrin · Erik Pettersson · Gösta Pettersson |

## Dráhová cyklistika

### Muži
| Kategorie                   | Zlato                                                                                            | Stříbro                                                                          | Bronz                                                                           |
| --------------------------- | ------------------------------------------------------------------------------------------------ | -------------------------------------------------------------------------------- | ------------------------------------------------------------------------------- |
| 1000 m s pevným startem     | Patrick Sercu · Belgie (BEL)                                                                     | Giovanni Pettenella · Itálie (ITA)                                               | Pierre Trentin · Francie (FRA)                                                  |
| stíhací závod (jednotlivci) | Jiří Daler · Československo (TCH)                                                                | Giorgio Ursi · Itálie (ITA)                                                      | Preben Isaksson · Dánsko (DEN)                                                  |
| sprint (jednotlivci)        | Giovanni Pettenella · Itálie (ITA)                                                               | Sergio Bianchetto · Itálie (ITA)                                                 | Daniel Morelon · Francie (FRA)                                                  |
| stíhací závod (družstva)    | Tým sjednoceného Německa (EUA) · Ernst Streng · Lothar Claesges · Karlheinz Henrichs · Karl Link | Itálie (ITA) · Franco Testa · Cencio Mantovani · Carlo Rancati · Luigi Roncaglia | Nizozemsko (NED) · Cor Schuuring · Henk Cornelisse · Gerard Koel · Jaap Oudkerk |
| tandem                      | Itálie (ITA) · Sergio Bianchetto · Angelo Damiano                                                | Sovětský svaz (URS) · Imants Bodnieks · Viktor Logunov                           | Tým sjednoceného Německa (EUA) · Willi Fuggerer · Klaus Kobusch                 |

## Přehled medailí
| Pořadí | Země                     | Zlato | Stříbro | Bronz | Celkově |
| ------ | ------------------------ | ----- | ------- | ----- | ------- |
| 1.     | Itálie                   | 3     | 5       | 0     | 8       |
| 2.     | Belgie                   | 1     | 0       | 1     | 2       |
| 2.     | Nizozemsko               | 1     | 0       | 1     | 2       |
| 2.     | Tým sjednoceného Německa | 1     | 0       | 1     | 2       |
| 5.     | Československo           | 1     | 0       | 0     | 1       |
| 6.     | Dánsko                   | 0     | 1       | 1     | 2       |
| 7.     | Sovětský svaz            | 0     | 1       | 0     | 1       |
| 8.     | Francie                  | 0     | 0       | 2     | 2       |
| 9.     | Švédsko                  | 0     | 0       | 1     | 1       |